# 瓦夫尔地区马谢维尔
瓦夫尔地区马谢维尔（法語：Marchéville-en-Woëvre，法語發音：[maʁʃevil ɑ̃ wavʁ]）是法国默兹省的一个市镇，位于该省东部，属于凡尔登区。

## 地理
瓦夫尔地区马谢维尔（49°5'23"N, 5°40'53"E）面积5.63 平方千米，位于法国大東部大區默兹省，该省份为法国西北部内陆省份，北与比利时接壤，西接马恩省和阿登省，南至上马恩省和孚日省，东临默尔特-摩泽尔省。
与瓦夫尔地区马谢维尔接壤的市镇（或旧市镇、城区）包括：阿尔维尔、迈兹赖、里亚维尔、瓦夫尔地区圣伊莱尔、索莱尚普隆。
瓦夫尔地区马谢维尔的时区为UTC+01:00、UTC+02:00（夏令时）。

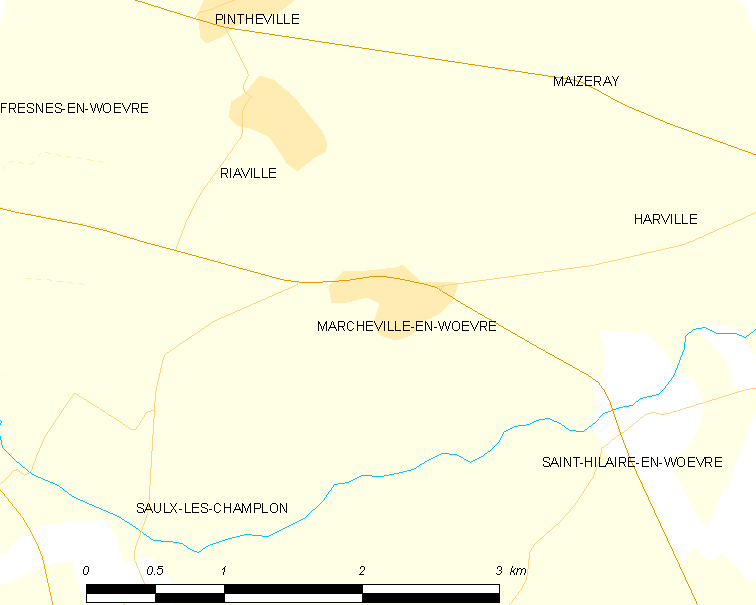
瓦夫尔地区马谢维尔的OSM定位图

## 行政
瓦夫尔地区马谢维尔的邮政编码为55160，INSEE市镇编码为55320。

## 政治
瓦夫尔地区马谢维尔所属的省级选区为埃坦县。

## 人口

1962-2008年间瓦夫尔地区马谢维尔人口变化图示

瓦夫尔地区马谢维尔于2022年1月1日时的人口数量为68人。